# Platepistoma
Platepistoma is een geslacht van kreeftachtigen uit de klasse van de Malacostraca (hogere kreeftachtigen).

## Soorten
- Platepistoma anaglyptum (Balss, 1922)
- Platepistoma balssii (Zarenkov, 1990)
- Platepistoma guezei (Crosnier, 1976)
- Platepistoma kiribatiense Davie, 1991
- Platepistoma macrophthalmum Rathbun, 1906
- Platepistoma nanum Davie, 1991
- Platepistoma seani Davie & Ng, 2012
- Platepistoma seychellense Davie, 1991